# Юнаківка (пункт контролю)
51°10′13″ пн. ш. 35°07′56″ сх. д. / 51.17014° пн. ш. 35.13209° сх. д.
Юнакі́вка — пункт пропуску через державний кордон України на кордоні з Росією.
Розташований у Сумській області, Сумський район, поблизу однойменного села на автошляху Н07. З російського боку знаходиться пункт пропуску «Суджа», Суджанський район, Курська область на автошляху Р-200 у напрямку Суджі.
Вид пункту пропуску — автомобільний. Статус пункту пропуску — міжнародний.
Характер перевезень — пасажирський, вантажний.
Окрім радіологічного, митного та прикордонного контролю, пункт пропуску «Юнаківка» може здійснювати санітарний, фітосанітарний, ветеринарний, екологічний та контроль Служби міжнародних автомобільних перевезень.
Пункт пропуску «Юнаківка» входить до складу однойменного митного посту Сумської митниці. Код пункту пропуску — 80502 01 00 (11).